# Immenhausen (Naumburg)
Koordinaten: 51° 14′ 49″ N, 9° 10′ 54″ O

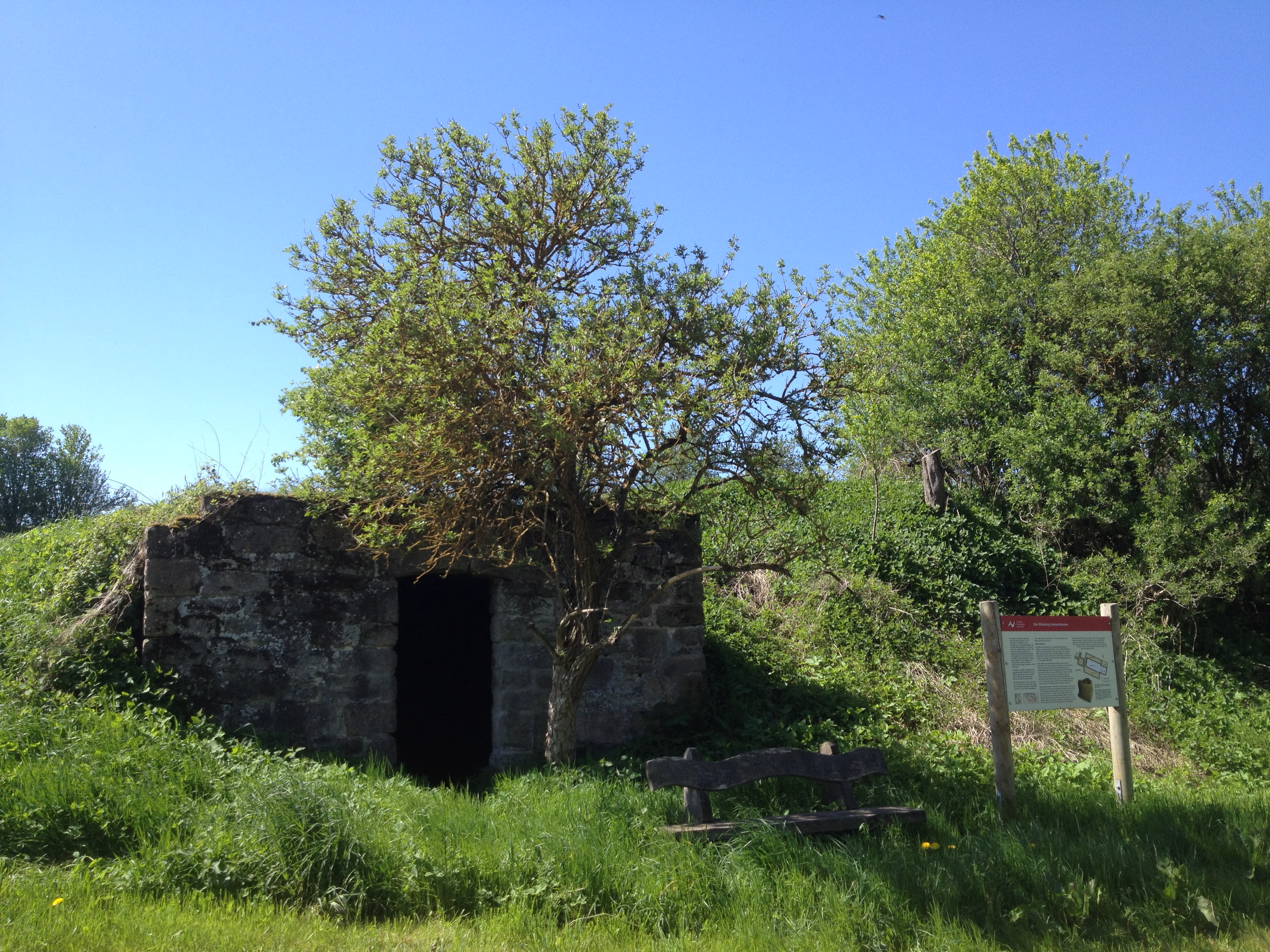
Wüstung Immenhausen

Immenhausen ist ein ehemaliges, wüst gefallenes Kirchdorf in der Gemarkung Naumburg, nahe der Kernstadt Naumburgs im nordhessischen Landkreis Kassel.

## Geographische Lage
Die Siedlung lag etwa 1,6 km südöstlich der Stadt Naumburg in Richtung Elben (heute Elbenberg). Sie befand sich nahe dem Mündungsbereich des Spolebachs in die Elbe in der Flurbezeichnung „Auf dem Hühnerfelde“ (HLGL-Flurnamenverzeichnis der 1930er Jahre).

## Geschichte
1207 wird Immenhausen als „Ymmanhusen“ in den Güterverzeichnissen des Klosters Corvey erstmals urkundlich erwähnt. Bereits unter Papst Innozenz III. (1198–1216) gab es eine Pfarrei in Immenhausen. Dieser schenkte das Patronat dem Erzbischof von Riga. Zur Pfarrei gehörten die Kapellen zu Ippinghausen, Altendorf und Herberge. 1444 überließ der Erzbischof von Riga, Henning Scharpenberg, dem hessischen Landgrafen Ludwig I. Immenhausen. Dieser übertrug das Patronat 1468 an das Georgenstift im Weißenhofe in Kassel. 1472 kam es an die Altaristen des Petristifts in Fritzlar.
Einer Urkunde aus 1442 ist zu entnehmen, dass Immenhusen schon im 14. Jahrhundert kein Dorf mehr war, auch wenn noch einige Menschen dort lebten. Die Pfarrkirche bestand allerdings noch um 1490.

### Historische Namensvariationen
Ymmanhusen; Immynchusen (12./13. Jahrhundert); Immenhusen (1207); Impnichusen (1198–1216); Immenchusen (1237); Immenhusen (1442).